# 広島県道335号津江八本松線
広島県道335号津江八本松線（ひろしまけんどう335ごう つえはちほんまつせん）は、広島県東広島市から広島市安芸区・安芸郡熊野町を経由して、東広島市に至る一般県道である。

## 概要
東広島市黒瀬町津江から東広島市八本松町原に至る。起終点はいずれも東広島市内にあるが、経路には安芸郡熊野町や広島市安芸区を経由する。

### 路線データ
広島県資料に基づく起終点および路線延長は次のとおり。
- 起点：広島県東広島市黒瀬町津江（広島県道34号矢野安浦線交点）
- 終点：広島県東広島市八本松町原（記念橋西詰交差点、広島県道67号馬木八本松線交点）
- 実延長：14.181 km
  - 広島県管理延長：11.356 km
  - 広島市管理延長：2.825 km
- 通行不能区間：東広島市黒瀬町津江 - 広島市安芸区阿戸町

## 歴史
- 1960年（昭和35年）10月10日 - 広島県告示第682号により[1]広島県道273号津江八本松線として認定される。
- 1972年（昭和47年）11月1日 - 広島県の県道番号再編により現行の路線番号に変更される。
- 1974年（昭和49年）
  - 4月20日 - 賀茂郡のうち西条町・志和町・高屋町・八本松町が対等合併して東広島市が発足したことに伴い終点の地名表記が変更される（賀茂郡八本松町飯田→東広島市八本松町飯田）。
  - 11月1日 - 安芸郡熊野跡村が広島市に編入されたことに伴い経由地名が変更される（安芸郡熊野跡村→広島市阿戸町）。
- 1980年（昭和55年）4月1日 - 広島市が政令指定都市に移行したことに伴い経由地名が変更される（広島市阿戸町→広島市安芸区阿戸町）。
- 1982年（昭和57年）8月12日 - 同年4月1日に建設省（当時）告示第935号で広島県道332号馬木八本松線の全部分と本路線の一部分をもって主要地方道である広島県道67号馬木八本松線が認定されたことに伴い本路線の終点が東広島市八本松町飯田・八本松駅前交差点から現在地に変更される。
- 2005年（平成17年）2月7日 - 賀茂郡黒瀬町が東広島市に編入されたことに伴い起点の地名表記が変更される（賀茂郡黒瀬町津江→東広島市黒瀬町津江）。

## 路線状況
以前はすぐに通行不能になることもあって起点には何の目印もなく、故に起点がどこかを探し出すことは困難だったが、2007年（平成19年）に路線表示が設置され、接続する広島県道34号矢野安浦線を通る車に起点が分かるようになった。また、そこにはその先の行き止まりを予告する標識もなかったが、路線表示設置とほぼ同じ頃に通り抜けできない旨の標識が設置された。
笹ヶ峠 - 安芸郡熊野町新宮2丁目・広島県道174号瀬野呉線交点間では広島市安芸区阿戸町と安芸郡熊野町の境界線と何度か交わるが、正確な交差回数ははっきりしない。地図によっても表記方法が異なっている。
記念橋交差点は以前直進すると主要地方道の広島県道67号馬木八本松線の広大・馬木方面ではなく当路線に接続し、広島県道67号馬木八本松線線は左折する形をとっていたが2010年（平成22年）に改良工事が行われ、現在では直進すると広島県道67号馬木八本松線方面に接続するようになっており、当路線は右折をしなければならなくなっている。そのため吉川・熊野、広島県道67号馬木八本松線広大・馬木方面と広島県道67号馬木八本松線八本松方面とは時差式信号機となり、当路線の吉川方面への通勤ラッシュに対応している。一方で当路線の八本松方面は対向路線がないため普通の信号機となっている。

### 重複区間
- 広島県道174号瀬野呉線（安芸郡熊野町新宮6丁目 - 広島市安芸区阿戸町・長戸路橋（東）交差点）

### 道路施設

#### 橋梁
- 村界橋（海上川、安芸郡熊野町 - 広島市安芸区、広島県道174号瀬野呉線重複区間内）
- 山崎橋（熊野川、広島市安芸区、広島県道174号瀬野呉線重複区間内）
- 新前香橋（広島市安芸区、広島県道174号瀬野呉線重複区間内）
- 清水橋（古河川、東広島市）
- 佐々木橋（戸石川、東広島市）
- 高野橋（温井川、東広島市）

## 地理

### 通過する自治体
- 広島県
  - 東広島市 - 広島市（安芸区） - 安芸郡熊野町 - 広島市（安芸区） - 東広島市

### 交差する道路
| 交差する道路                       | 市町村名 | 市町村名 | 交差する場所 | 交差する場所            |
| ---------------------------------- | -------- | -------- | ------------ | ----------------------- |
| 広島県道34号矢野安浦線             | 東広島市 | 東広島市 | 黒瀬町津江   | 起点                    |
| 通行不能区間                       |          |          |              |                         |
| 広島県道174号瀬野呉線 重複区間起点 | 安芸郡   | 熊野町   | 新宮6丁目    |                         |
| 広島県道174号瀬野呉線 重複区間終点 | 広島市   | 安芸区   | 阿戸町       | 長戸路橋（東）交差点    |
| 広島県道331号下三永吉川線          | 東広島市 | 東広島市 | 八本松町吉川 | 清水原交差点            |
| 広島県道338号吉川大多田線          | 東広島市 | 東広島市 | 八本松町吉川 |                         |
| 広島県道332号吉川西条線            | 東広島市 | 東広島市 | 八本松町吉川 |                         |
| 広島県道67号馬木八本松線           | 東広島市 | 東広島市 | 八本松町原   | 記念橋西詰交差点 / 終点 |

### 交差する鉄道
- 山陽新幹線

### 沿線
- 広島市安芸区役所 阿戸出張所
- 広島東映カントリークラブ
- 広島県立広島学園
- 陸上自衛隊 原村演習場
- 七ツ池公園

### 峠
- 笹ヶ峠（東広島市黒瀬町津江 - 広島市安芸区阿戸町、自動車通行不能）
- 戸坂峠（広島市安芸区阿戸町 - 東広島市八本松町吉川）